# Brava Linhas Aéreas
Brava Linhas Aéreas ist eine derzeit nicht operative brasilianische Regionalfluggesellschaft mit Basis auf dem Flughafen Porto Alegre. Sie hatte zuletzt zwei Embraer EMB 120 und sechs Let L-410 (Stand Januar 2014). Der Bewilligungsprozess einer neuen Konzession von der brasilianischen Agência Nacional de Aviação Civil (Anac) ist unterbrochen (Stand September 2015). Der Flugbetrieb ist eingestellt und sollte ursprünglich Ende Februar 2014 wieder aufgenommen werden.
Ch-aviation.com meldet die Airlines „out-of-business“.